# Trophée Brian-Kilrea
Le trophée Brian-Kilrea est remis chaque saison au meilleur entraîneur de la Ligue canadienne de hockey. Le prix porte le nom de Brian Kilrea des 67's d'Ottawa membre du Temple de la renommée du hockey.

## Vainqueur
| Saison    | Récipiendaire                                               | Équipe                                                      | Ligue                                                       |                                                             |
| --------- | ----------------------------------------------------------- | ----------------------------------------------------------- | ----------------------------------------------------------- | ----------------------------------------------------------- |
| 1987-1988 | Alain Vigneault                                             | Olympiques de Hull                                          | LHJMQ                                                       |                                                             |
| 1988-1989 | Joe McDonnell                                               | Rangers de Kitchener                                        | LHO                                                         |                                                             |
| 1989-1990 | Ken Hitchcock                                               | Blazers de Kamloops                                         | LHOu                                                        |                                                             |
| 1990-1991 | Joe Canale                                                  | Saguenéens de Chicoutimi                                    | LHJMQ                                                       |                                                             |
| 1991-1992 | Bryan Maxwell                                               | Chiefs de Spokane                                           | LHOu                                                        |                                                             |
| 1992-1993 | Marcel Comeau                                               | Rockets de Tacoma                                           | LHOu                                                        |                                                             |
| 1993-1994 | Bert Templeton                                              | Centennials de North Bay                                    | LHO                                                         |                                                             |
| 1994-1995 | Craig Hartsburg                                             | Storm de Guelph                                             | LHO                                                         |                                                             |
| 1995-1996 | Bob Lowes                                                   | Wheat Kings de Brandon                                      | LHOu                                                        |                                                             |
| 1996-1997 | Brian Kilrea                                                | 67 d'Ottawa                                                 | LHO                                                         |                                                             |
| 1997-1998 | Dean Clark                                                  | Hitmen de Calgary                                           | LHOu                                                        |                                                             |
| 1998-1999 | Guy Chouinard                                               | Remparts de Québec                                          | LHJMQ                                                       |                                                             |
| 1999-2000 | Peter DeBoer                                                | Whalers de Plymouth                                         | LHO                                                         |                                                             |
| 2000-2001 | Brent Sutter                                                | Rebels de Red Deer                                          | LHOu                                                        |                                                             |
| 2001-2002 | Bob Lowes                                                   | Pats de Regina                                              | LHOu                                                        |                                                             |
| 2002-2003 | Marc Habscheid                                              | Rockets de Kelowna                                          | LHOu                                                        |                                                             |
| 2003-2004 | Dale Hunter                                                 | Knights de London                                           | LHO                                                         |                                                             |
| 2004-2005 | Cory Clouston                                               | Ice de Kootenay                                             | LHOu                                                        |                                                             |
| 2005-2006 | Will Desjardins                                             | Tigers de Medicine Hat                                      | LHOu                                                        |                                                             |
| 2006-2007 | Clément Jodoin                                              | Maineiacs de Lewiston                                       | LHJMQ                                                       |                                                             |
| 2007-2008 | Bob Boughner                                                | Spitfires de Windsor                                        | LHO                                                         |                                                             |
| 2008-2009 | Bob Boughner                                                | Spitfires de Windsor                                        | LHO                                                         |                                                             |
| 2009-2010 | Gerard Gallant                                              | Sea Dogs de Saint-Jean                                      | LHJMQ                                                       |                                                             |
| 2010-2011 | Gerard Gallant                                              | Sea Dogs de Saint-Jean                                      | LHJMQ                                                       |                                                             |
| 2011-2012 | Jim Hiller                                                  | Americans de Tri-City                                       | LHOu                                                        |                                                             |
| 2012-2013 | Dominique Ducharme                                          | Mooseheads d'Halifax                                        | LHJMQ                                                       |                                                             |
| 2013-2014 | Éric Veilleux                                               | Drakkar de Baie-Comeau                                      | LHJMQ                                                       |                                                             |
| 2014-2015 | Sheldon Keefe                                               | Greyhounds de Sault-Sainte-Marie                            | LHO                                                         |                                                             |
| 2015-2016 | Gilles Bouchard                                             | Huskies de Rouyn-Noranda                                    | LHJMQ                                                       |                                                             |
| 2016-2017 | Ryan McGill                                                 | Attack d'Owen Sound                                         | LHO                                                         |                                                             |
| 2017-2018 | Drew Bannister                                              | Greyhounds de Sault-Sainte-Marie                            | LHO                                                         |                                                             |
| 2018-2019 | Mario Pouliot                                               | Huskies de Rouyn-Noranda                                    | LHJMQ                                                       |                                                             |
| 2019-2020 | André Tourigny                                              | 67 d'Ottawa                                                 | LHO                                                         |                                                             |
| 2020-2021 | Saison annulée dans la LHO et séries annulées dans la LHOu. | Saison annulée dans la LHO et séries annulées dans la LHOu. | Saison annulée dans la LHO et séries annulées dans la LHOu. | Saison annulée dans la LHO et séries annulées dans la LHOu. |
| 2021-2022 | Jim Hulton                                                  | Islanders de Charlottetown                                  | LHJMQ                                                       |                                                             |
| 2022-2023 | David Cameron                                               | 67 d'Ottawa                                                 | LHO                                                         |                                                             |
| 2023-2024 | Jean-François Grégoire                                      | Drakkar de Baie-Comeau                                      | LHJMQ                                                       |                                                             |